# 小行星3986
小行星3986（英語：3986 Rozhkovskij）是一颗围绕太阳公转的小行星。1985年9月19日，尼古拉·切爾尼赫在克里米亚发现了此天体。
这颗小行星的绝对星等为163.95150等。